# Débarcadère de Volgograd
 (septembre 2020).
Le débarcadère de Volgograd ou, officiellement, le débarcadère de cargaison-passagers sur le lac Denezhnoye est un débarcadère en bois à deux étages (un quai flottant) situé sur la plaine d'inondation Volga-Akhtuba sur le lac Denezhnoye, au nord de  Krasnoslobodsk, dans la région de Volgograd (près du pont de Volgograd sur la rive gauche de la Volga).
Lieu de loisirs et point de repère culturel, le site est répertorié comme site du patrimoine culturel. La proximité de la ville de Volgograd (3 km) a contribué à la popularité du site, qui est depuis le début des années 60 visité par les touristes et les vacanciers et constitue un lieu apprécié pour des séances de photos. Le site appartient à l'Académie de culture physique de l'État de Volgograd sur le droit de la gestion opérationnelle.
Il est devenu largement connu en raison d'une tentative de démolition à la fin du printemps - début de l'été 2013. Le 26 juin 2013, il a brûlé dans un incendie.

## Historique
Construit en 1954 sur le chantier naval de la ville de Gorodets, dans la région de Gorki.
Selon l'hypothèse des spécialistes du Russian River Register qui ont inspecté le navire en 2012, le débarcadère appartient au projet n° 33.
Le débarcadère a dans un premier temps servi de station fluviale de la ville de Kamyshin après la construction de la centrale hydroélectrique de Volzhskaya. Il était situé dans le quartier de l'actuel musée d'histoire locale de Kamyshina. Il servait aux bateaux à vapeur de passagers sur le fleuve Kamyshinka.
En 1966, le débarcadère a été transféré à Krasnoslobodsk où il a été reconstruit au bord du lac Denezhnoe. La base d'aviron de la société sportive Dynamo était située également au bord de ce lac, ainsi qu'un stade aquatique qui constituait un complexe sportif en plein air pour les sports nautiques.
Par la suite, l'embarcadère a été déclaré impropre à l'exploitation et a été radié par le ministère des Sports du solde de l'Académie d'État de culture physique. Il a été décidé de démolir la structure, un appel d'offres a été lancé et un entrepreneur a été sélectionné.

## Reconnaissance en tant que site du patrimoine culturel

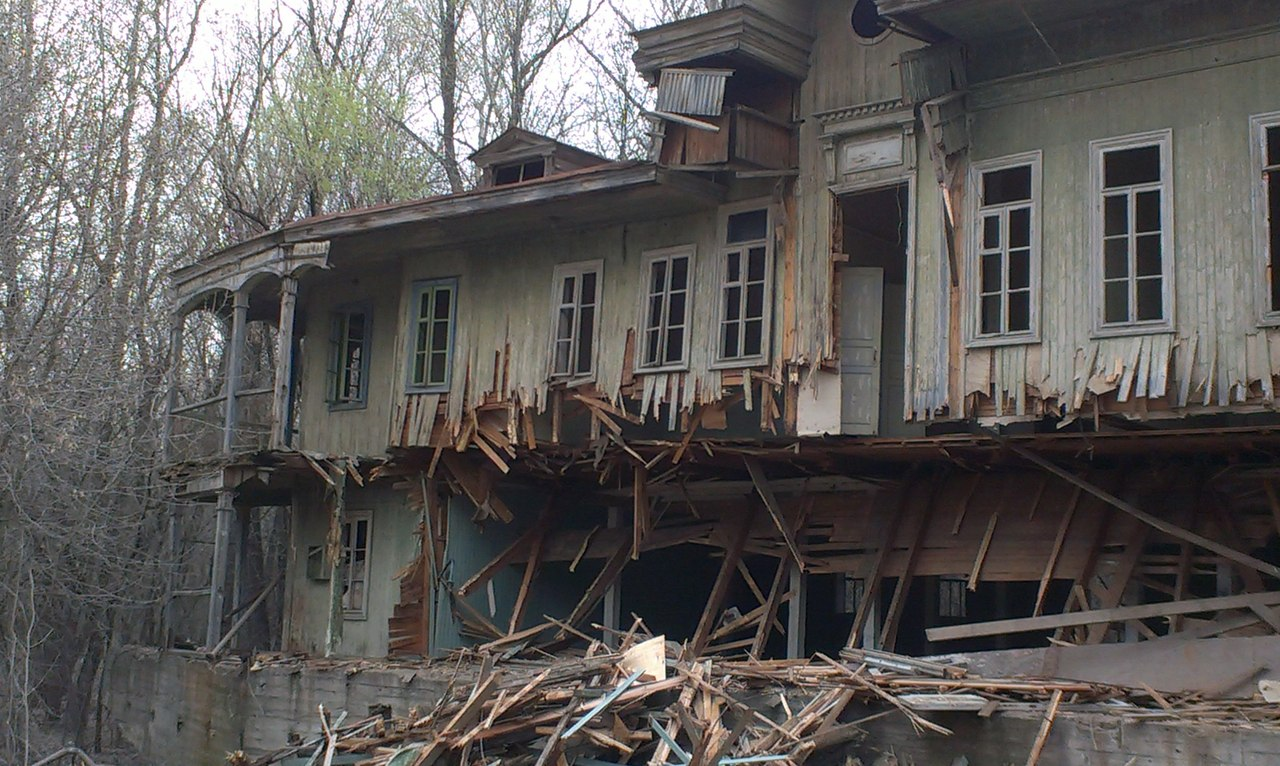
Dégâts occasionnés par la première tentative de démolition.

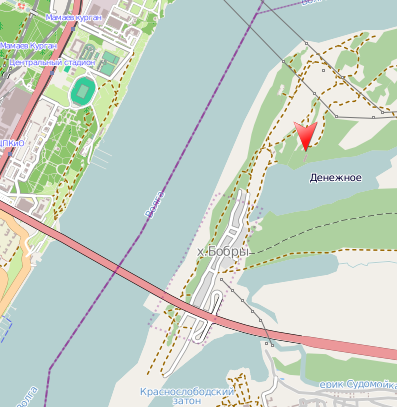
à gauche de l'image : la rive droite de la Volga, de bas en haut: Central Park, Central Stadium, Mamayev Kurgan; Pont de la Volga et de Volgograd; à droite de l'image - la rive gauche de la Volga. Le débarcadère est marqué d'une flèche rouge.

Le 21 avril 2013, une tentative de démolition de l'embarcadère a eu lieu. La façade et une partie des cloisons du premier tablier de la structure ont été démolies. Après une opposition active de militants, la démolition a été suspendue. 
« Ce qu'ils font est immoral, du simple vandalisme. Bien sûr, il y a d'autres débarcadères sur la Volga, mais ils sont tous soit nouveaux, soit entièrement reconstruits. Il n'y a que peu de ces anciens débarcadère qui ont conservé leur apparence dans tout le pays, il est donc honteux et irréfléchi de le détruire. »
— - Sergei Sena, architecte, chef de la branche du district fédéral sud de l'Association russe des restaurateurs.
À la suite de cette tentative de destruction, un groupe de militants a installé un camp de tentes à côté du débarcadère.
Le musée des sciences d'Einstein a proposé de créer le musée de la Volga dans l'embarcadère. Le constructeur de navires Alexander Skorobogatov s'est porté volontaire pour donner au futur musée 37 navires à l'échelle 1:50.
Les défenseurs de l'embarcadère ont fait appel au ministère de la Culture de la région de Volgograd pour qu'il reconnaisse l'embarcadère comme un objet du patrimoine culturel .
Une collecte de signatures pour la préservation de l'embarcadère a été organisée sur le site Demokrator. Début juin, plus de 450 votes ont été recueillis.
Début mai, le député de la Douma de la ville de Volgograd Alexey Volotskov a examiné l'embarcadère et lors d'une réunion avec le recteur de l'Académie d'État de la culture physique de Volgograd Alexander Shamardin, la démolition a été temporairement suspendue jusqu'au 20 mai afin de trouver un investisseur prêt à investir dans la préservation de la structure .
Le 20 mai 2013, dernière tentative de démolition de l'embarcadère, les militants n'ont pas permis au tracteur à l'arrivée d'atteindre la structure .
Fin mai 2013, le Comité pour la protection de l'environnement et la gestion des ressources naturelles de la région de Volgograd a déclaré illégale la tentative de démolition de l'embarcadère de Volgograd. Le fait que l'embarcadère soit situé dans le parc naturel « plaine inondable de la Volga-Akhtuba » et que l'entrepreneur n'ait pas le droit d'effectuer des travaux sur une zone protégée, a été la raison pour laquelle une procédure d' infraction administrative a été engagée sur la base de l'article « Violation des règles de protection et d'utilisation des ressources naturelles dans territoires », menaçant les coupables de lourdes amendes (plus de 30 000 roubles soit environ 336.85 Euros).
En juin 2013, l'expertise historique et culturelle a été achevée. Le débarcadère a été reconnu comme un patrimoine culturel avec l'attribution du nom « débarcadère à deux ponts pour passagers sur le lac Denezhnoe ».

## Attaques et incendie
Dans la soirée du 30 mai 2013, quatre hommes ont brutalement battu les défenseurs de la caserne.
Dans la nuit du 31 mai au 1er juin 2013, quatre hommes ont attaqué le camp de tentes près du débarcadère. Les militants défenseurs de l'embarcadère ont été agressés physiquement et certains grièvement blessés, le camp de tentes a été incendié ainsi qu'une partie de l'embarcadère. Trois défenseurs de l'embarcadère, dont une femme ont du être transportés à l'hôpital. Les victimes ont porté plainte auprès de la police.
Dans la nuit du 1er au 2 juin 2013, une troisième attaque a été tentée contre les défenseurs de l'embarcadère.
Le 26 juin 2013, le débarcadère est finalement incendié,,,. Les experts du ministère des Situations d'urgence ont confirmé que la source de l'incendie était criminelle et que les auteurs n'avaient pas pu être identifiés. À l'automne 2014, l'Académie de culture physique de Volgograd a organisé une vente aux enchères et le reste du débarcadère a été démoli.